# Jardin botanique de Tallinn
Le jardin botanique de Tallinn (estonien : Tallinna Botaanikaaed) est un jardin botanique de 110 hectares situé à 10 km du centre-ville de Tallinn en Estonie et qui comprend également la station expérimentale d'Audaku à l'île de Saaremaa, comme dépendance. Il dépend administrativement de la municipalité de Tallinn. Il est membre depuis 1992 de l'Association of the Baltic Botanic Gardens (ABBG) et du BGCI depuis 1994. Son code d'identification internationale est TALL.

## Situation
Le jardin botanique se trouve à 10 km du centre de Tallinn, près de la tour de la télévision estonienne, dans la forêt de Kloostrimetsa du quartier balnéaire de Pirita. Le jardin est partagé par la rivière Pirita et entouré de pinèdes. Le cimetière Metsakalmistu, où sont enterrées les célébrités du pays, se trouve à proximité.

## Historique
La zone naturelle protégée remonte à 1957, du temps de la république socialiste soviétique d'Estonie et le jardin botanique a été fondé comme tel le 1er décembre 1961, dans le « bois de l'abbaye » ( Kloostrimetsa en estonien), nom rappelant les ruines de l'abbaye Sainte-Brigitte, fondée au XVe siècle, à côté du jardin. Il dépendait de l'Institut de biologie expérimentale, filiale de l'Académie des sciences d'URSS. Il est devenu établissement municipal en 1995.
Ses jardins à l'air libre ont été ouverts au public en 1970 et les serres l'année suivante. Le futur premier ministre Andres Tarand l'a dirigé de 1988 à 1990, avant l'indépendance du pays.

## Collections
- Plantes herbacées: 145 taxons
- Arboretum: 1 937 taxons

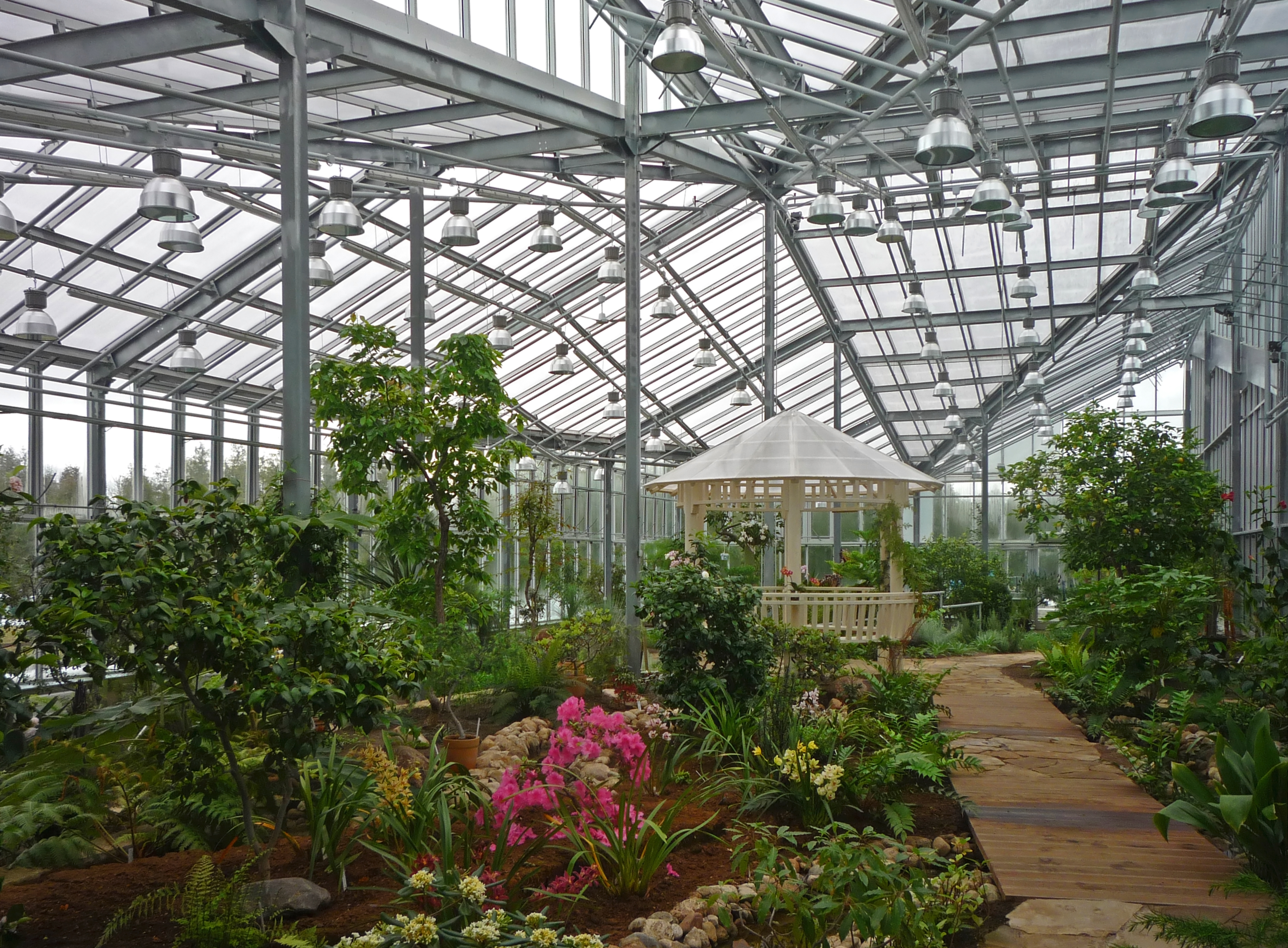
Intérieur d'une des serres

- Roseraie: 610 taxons de cultivars de roses
- Collection de plantes à bulbe: 1 312 taxons
- Plantes annuelles d'été: 280 taxons
- Serres d'une surface totale de 2 100 m2 sous verre comprenant 2 239 taxons de plantes tropicales et subtropicales, dont 311 taxons d'orchidées et 958 taxons de cactus et autres succulentes.

## Adresse
- Tallinna Botaanikaaed, 52 Kloostrimetsa tee, Tallinn, 11913 Estonie. Il est dirigé par Karmen Kähr depuis 2009.